# Paul Schmitthenner (Historiker)
Paul Ludwig Wilhelm Martin Schmitthenner (* 2. Dezember 1884 in Neckarbischofsheim; † 12. April 1963 in Heidelberg) war ein deutscher Militärhistoriker, Rektor der Universität Heidelberg und badischer Kultusminister zur Zeit des Nationalsozialismus.

## Leben
Paul Schmitthenner war einer von vier Söhnen des Pfarrers und Heimatdichters Adolf Schmitthenner und dessen Frau Aline, geborene Wagner. Nach dem 1904 abgelegten Abitur am Kurfürst-Friedrich-Gymnasium Heidelberg diente er als Berufsoffizier, zuletzt als Stabsoffizier. Nach dem Ende des Ersten Weltkrieges wurde er als Major verabschiedet und studierte in Heidelberg Geschichte. Er wurde bei Karl Hampe 1922 zum Dr. phil. promoviert mit der Arbeit Die Ansprüche des Adels und Volks der Stadt Rom auf Vergebung der Kaiserkrone während des Interregnums. Schmitthenner schloss sich der DNVP an und war von 1925 bis 1933 als DNVP-Abgeordneter Mitglied des Landtags der Republik Baden. 1928 habilitierte er sich in Heidelberg (Geschichte des Kriegswesens).
Anfang Oktober 1933 trat Schmitthenner der NSDAP (Mitgliedsnummer 2.090.224) bei. Im Mai 1933 wurde er ohne Mitwirkung der Philosophischen Fakultät als persönlicher Ordinarius für Geschichte „unter besonderer Berücksichtigung der Kriegsgeschichte und Wehrkunde“ an die Universität Heidelberg berufen und gleichzeitig Mitglied der badischen Staatsregierung. Mitte Oktober 1934 wurde Schmitthenner Mitglied der SS (SS-Nummer 226.321), bei der er 1944 bis zum SS-Brigadeführer aufstieg. Für die Partei betätigte er sich ab 1935 als Gauredner, Auslandsredner und Reichsredner. Am 1. November 1938 wurde er Rektor der Universität Heidelberg, im Jahr zuvor hatte er einen Lehrstuhl erhalten. Im Mai 1940 wurde er durch Führererlass mit den Geschäften des badischen Ministers des Kultus und des Unterrichts betraut und war zugleich Beauftragter für kulturelle Fragen im Elsass. Als Rektor ließ er 1943 und 1944 nacheinander die Eltern des Rüstungsministers Albert Speer zu Ehrenbürgern der Universität ernennen, da sie Speer „durch seelisches Erbe und geistige Formung zu dem werden ließen, was er heute ist“.
Ende April 1945 wurde Schmitthenner von der Militärregierung aus dem Hochschulamt entlassen. Nach Kriegsende war Schmitthenner bis 1948 interniert. In der Sowjetischen Besatzungszone wurden Schmitthenners Reden auf die Liste der auszusondernden Literatur gesetzt, alle publiziert im Heidelberger Verlag Carl Winter in der Reihe Kriegsvorträge der Universität Heidelberg, darunter:
- Rede zur Feier der Immatrikulation (Reden im 1. Trimester 1940 am 30. Januar 1940, 1940).
- Reden anlässlich der Überreichung der Urkunde über die Ernennung von Staatssekretär Friedrich Landfried zum Ehrensenator der Universität Heidelberg (gehalten am 14. Juni 1941, publiziert 1941).
- Ansprache zur Feier der Immatrikulation (Reden anlässlich der Jahresfeier der Universität am 22. Nov. 1940, 1941).
- Rede anläßlich der Ernennung von Carl Krauch zum Dr. rer, nat. h. c. der Universität Heidelberg (gehalten am 8. November 1941, publiziert 1942).

Sein Grab befindet sich auf dem Heidelberger Bergfriedhof.

## Schriften (Auswahl)
- Krieg und Kriegführung im Wandel der Weltgeschichte, Athenaion, Potsdam 1929.
- Europäische Geschichte und Söldnertum, Junker u. Dünnhaupt, Berlin 1933.
- Weltgeschichte vom Frankfurter Frieden bis zur Gegenwart, Velhagen & Klasing, Bielefeld 1933.
- Vom Ersten zum Dritten Reich, Wagner, Freiburg 1935.
- Krieg und Staat in der Weltgeschichte, Teubner, Leipzig 1936.
- Prinz Eugen von Savoyen, Wagner, Freiburg 1936.[7]
- Politik und Kriegsführung in der neueren Geschichte, Hanseatische Verlags-Anstalt, Hamburg 1937.
- Volkstümliche Wehrkunde, Beltz, Langensalza 1937.
- Das deutsche Soldatentum, Schaffstein, Köln 1940.
- Wehrpolitische Neuerungen im gegenwärtigen Kriege, Kohlhammer, Stuttgart 1941.
- Wehrhaft und frei. Das deutsche Heer von den Anfängen bis zur Gegenwart, Beltz, Langensalza 1943.